# Plateau d'Edwards
Le plateau d'Edwards (Edwards Plateau) est une région du centre-ouest de l'État du Texas, aux États-Unis, bordée par la faille de Balcones au sud et à l'est, par le soulèvement de Llano et les plaines au nord, par la rivière Pecos à l'ouest.
Géologiquement, il se compose de calcaire et se rattache aux Grandes Plaines. La région n'est pas favorable à l'agriculture à cause des sols mais se consacre à l'élevage ovin. Plusieurs cours d'eau parcourent le plateau et coulent généralement vers le golfe du Mexique. L'aquifère d'Edwards se trouve dans le sous-sol dans le sud.
C'est une des écorégions définies par l'Agence de protection de l'environnement des États-Unis et par le WWF sous le nom de Edwards Plateau savanna. La taille de l'écorégion du WWF est de 61 800 km2.